# Giuseppe Zanardelli (nave)
Il Giuseppe Zanardelli è una motonave a ruote (ex piroscafo) navigante sulle acque del Lago di Garda, costruito nel 1903 dalla ditta "Escher Wyss" di Zurigo ed in servizio per la Navigazione Lago di Garda.

## Storia
Ordinato nel 1903 alla ditta Escher Wyss di Zurigo dalla Società Anonima Impresa di Navigazione sul Lago di Garda, lo Zanardelli, penultimo piroscafo ad entrare in servizio sul Benaco (l'ultimo fu l'Italia, del 1909), faceva parte del programma di ampliamento ed ammodernamento della flotta avviato dal commendator Cesare Mangilli, il presidente dell'Impresa di Navigazione sul Lago di Garda. Dopo la costruzione e l'assemblaggio nel cantiere di Peschiera del Garda, il piroscafo fu varato il 25 settembre 1903, alla presenza di una vasta folla, dei rappresentanti delle ferrovie e dello stesso Giuseppe Zanardelli, in quel momento presidente del consiglio.
Nave ammiraglia della flotta dell'Impresa di Navigazione sul Lago di Garda, e più grande battello in servizio sul lago, lo Zanardelli era un piroscafo salone a ruote, in grado di trasportare 800 passeggeri. Il piroscafo era propulso da una macchina a vapore della potenza di 400 CV, che azionava due ruote a pale laterali.
Una volta entrato in servizio, lo Zanardelli svolse regolare servizio di trasporto passeggeri sul lago sino allo scoppio della prima guerra mondiale, operando sulla rotta Riva del Garda - Peschiera, con scali a Limone, Malcesine, Assenza di Brenzone, Magugnano di Brenzone, Castelletto di Brenzone, Pai, Torri del Benaco, Garda, Bardolino, Lazise e Sirmione).
Il 23 maggio 1915, in seguito alla dichiarazione di guerra contro l'Impero austro-ungarico, lo Zanardelli, al pari del resto della flotta dell'Impresa, rientrò a luci spente a Peschiera, dove venne requisito, verniciato di grigio, armato e posto sotto il comando di un ufficiale della Regia Marina, mentre l'equipaggio fu militarizzato. Una parte della flotta fu poi restituita all'Impresa, mentre il Zanardelli, come diverse altre unità, rimase requisito ed armato sino al termine del conflitto, venendo utilizzato per il trasporto delle truppe e dei viveri.
Nel 1918, con il termine del conflitto, essendo ormai scaduta la concessione dell'Impresa di Navigazione sul Lago di Garda, ormai non più in grado di esercitare il servizio di navigazione, quest'ultimo venne assunto dal governo italiano, che, per conto del Ministero della Guerra, lo affidò alle Ferrovie dello Stato. Lo Zanardelli e le altre navi, derequisite, iniziarono quindi a navigare per conto della nuova gestione, che nel 1923 passò all'Ispettorato Generale delle Ferrovie, Tranvie, Automobili del Ministero dei lavori pubblici.
La gestione governativa, tuttavia, essendo tesa a ridurre al minimo i costi eliminando tutti gli approdi non indispensabili e riducendo al minimo la manutenzione, ebbe un esito fallimentare, pertanto, nel 1923, in seguito ad un concorso, la concessione del servizio di navigazione, e di conseguenza la flotta, passò all'ingegner Ernesto Canobbio, che il 1º marzo 1924 fondò la Società Anonima per la Navigazione sul Lago di Garda. Lo Zanardelli (la cui portata fu ridotta a 600 passeggeri) e l'Italia, le due unità più recenti della flotta, furono gli unici due piroscafi a non essere demoliti o convertiti alla propulsione diesel nell'ambito del programma di rinnovo della flotta avviato da Canobbio negli anni Venti.
Secondo alcune fonti, con lo scoppio della seconda guerra mondiale, lo Zanardelli fu requisito dal 1939 al 1941, riprendendo poi a svolgere servizio di linea. Nonostante la dichiarazione di guerra del 10 giugno 1940, il servizio di navigazione sul lago di Garda proseguì regolarmente, così come proseguì anche dopo l'8 settembre 1943 e l'occupazione tedesca. Nel corso dell'inverno 1943-1944 e dell'estate 1944 i battelli del lago continuarono a navigare senza subire attacchi da parte dell'aviazione alleata, ma a partire dall'autunno 1944 i cacciabombardieri angloamericani, impegnati in “operazioni d'interdizione”, e quindi aventi come obiettivo ogni mezzo di trasporto potenzialmente utilizzabile dalle forze armate nemiche, iniziarono ad attaccare anche i battelli del Garda. La prima vittima di questo genere di attacchi sul Benaco fu lo Zanardelli.
Alle 11.45 del 6 novembre 1944 lo Zanardelli, al comando del capitano Bernardo Martinelli e con a bordo 9 uomini di equipaggio (più altri due membri del personale della Società non in servizio) e circa 200 passeggeri, si trovava in servizio sulla corsa n. 10 e, proveniente da Malcesine, era giunto nei pressi di Limone del Garda, avendo già dato il fischio d'arrivo, quando venne improvvisamente attaccato da due cacciabombardieri angloamericani. Gli aerei mitragliarono il battello, colpendolo sul lato di dritta, a centro nave e nella timoniera, dove, insieme al comandante Martinelli, si trovavano i marinai Francesco Bertera e Guerrino Ceccon. La prima raffica di mitragliatrice uccise sul colpo l'aiuto timoniere Bertera, decapitandolo, e ferì a morte il comandante Martinelli, mentre il marinaio Ceccon (che per la sua condotta fu poi promosso a pilota), rimasto illeso, prese il comando del piroscafo, che riuscì a portare in salvo verso il porto di Limone, facendolo incagliare con la prua nel fondale ed evitando così l'affondamento. Un altro membro dell'equipaggio, il contabile Alessandro Gelmetti, che stava lavorando nella propria cabina, fu ferito gravemente (e subì successivamente l'amputazione della gamba destra). Numerosi passeggeri rimasero uccisi o feriti nel mitragliamento, molti cercarono riparo in sala macchine o tuffandosi nel lago, e l'equipaggio ed il personale dell'Impresa prestò i primi soccorsi, calmando i passeggeri in preda al panico e soccorrendo i feriti. Gravemente danneggiato ed in fiamme, il piroscafo dapprima prese il largo, poi, spinto dalla corrente, s'insabbiò nella rada di Limone, con a bordo morti e feriti. La nave riportò danni estremamente gravi all'opera morta e fu colpita da numerosi proiettili in corrispondenza della linea di galleggiamento, nonché nel locale macchina (dove vennero colpite la copertura del cilindro ad alta pressione e la parte superiore del coperchio del cassetto a bassa pressione). Agenti dell'Auslade-Kommissar scortarono Leonardo Canobbio, direttore dell'esercizio, a Limone, dove Canobbio osservò il piroscafo in fiamme.
Nell'attacco rimasero uccise 12 persone, mentre altre 17 rimasero gravemente ferite e vennero ricoverate, insieme a numerosi feriti leggeri (in tutto i feriti furono circa 40), nell'ospedale di Riva. Alcuni dei feriti più gravi, tra cui il comandante Martinelli, morirono in ospedale, aggravando il bilancio (nel dopoguerra, in un proprio comunicato, la Navigazione Generale Laghi parlò di 31 vittime come bilancio complessivo dell'attacco).
Poco dopo l'attacco lo Zanardelli venne disincagliato dall'Italia, e, dopo sommarie riparazioni ai fori alla linea di galleggiamento, venne condotto con i propri mezzi, in serata, a Riva, da dove poi, il 10 novembre, fu trasferito nel cantiere di Peschiera per le riparazioni. A testimonianza del tragico evento rimangono i segni delle raffiche di mitragliera sul timone originale, oggi conservato nei cantieri navali di Peschiera.
Nel maggio 1945 lo Zanardelli fu il primo battello del Garda a riprendere il servizio, in regime di requisizione da parte delle forze statunitensi. In questo periodo la nave venne dipinta con scene di vita americana verniciate sulle sovrastrutture (a poppa, per esempio, fu rappresentata la raccolta del cotone). Dopo qualche tempo, la nave tornò al servizio civile per conto della S. A. per la Navigazione sul Lago di Garda, la cui concessione fu prorogata dal 1946 al 1948.
A partire dal 16 aprile 1948 il servizio di navigazione sul lago venne assunto temporaneamente dallo Stato mediante la Gestione Commissariale, che nel 1957 divenne definitiva, come Gestione Navigazione Laghi.
Alle 13.20 del 24 settembre 1949 lo Zanardelli prese a rimorchio il relitto dell'Italia, appena riportato a galla dopo che, nel gennaio 1945, era stato affondato da un attacco aereo al largo di Sirmione. Lo Zanardelli rimorchiò l'Italia, pavesato a festa, a Peschiera, dove arrivò alle 16.
Il 9 luglio 1951 lo Zanardelli, insieme a tutti gli altri battelli, partecipò alla sfilata della nuova flotta gardesana. Il 6 novembre 1954 fu commemorato il decennale dell'attacco aereo del 1944.
Negli anni '70 il piroscafo fu rimodernato con la sostituzione della timoniera e la costruzione, sul ponte superiore, di una veranda chiusa adibita a ristorante. Sulla nave fu istituito un servizio di ristorazione in grado di servire 150 persone a tavola.
Il 14 ottobre 1976 lo Zanardelli, in navigazione da Gardone a Desenzano al comando del capitano Saverio Angelini e con a bordo 10 uomini di equipaggio e 342 passeggeri, tutti donatori di sangue dell'AVIS di Montichiari, andò fuori rotta a causa della nebbia (la nave era sprovvista di radar), evitò di stretta misura un piastrone roccioso semisommerso e s'incagliò con la prua rivolta verso la riva e la carena posata sugli scogli. L'impatto non fu violento, ed i passeggeri sulle prime non si resero conto dell'incaglio.
Nel 1982 lo Zanardelli venne sottoposto a lavori di rimotorizzazione, che videro la rimozione della macchina a vapore e la sua sostituzione con due motori diesel MTU SR 493TZ da 760 CV, trasformandolo così in una motonave a ruote. Un nuovo rimodernamento si è svolto nel 2002, con la sostituzione dei due motori con altrettanti MTU 183 TA 61 da 464 CV l'uno (totale 928 CV).
Nel 2010 ha avuto un nuovo ammodernanento degli interni e con la sostituzione del vecchio bar (singolo) che ora è doppio.
Nel 2019 torna in servizio dopo 19 mesi di minuzioso restauro. La nave è stata dotata di nuovi motori e gli interni, lasciati originali, sono stati restaurati e riportati allo stato originale.

## Il Giuseppe Zanardelli oggi
Attualmente, ad oltre 100 anni dal varo, lo Zanardelli continua a svolgere servizio sul Lago di Garda. Gli interni, ancora provvisti degli arredi originali, danno l'impressione a chi vi naviga sopra di essere tornato indietro nel tempo. Dall'estate 2010 lo Zanardelli svolge servizio di linea, nel periodo estivo, sulla tratta Malcesine - Limone - Riva del Garda - Torbole.
Sul ponte inferiore si trova un salone ristorante con tavoli in stile primo '900, mentre il ponte superiore è dotato di una grande veranda-salone stile liberty, utilizzata anche durante le crociere come salone da ballo.
Con un equipaggio di cinque uomini, la nave può trasportare complessivamente 500 passeggeri, 250 dei quali in posti a sedere (150 al coperto) e 250 in piedi.

## Struttura e interni
Lo Zanardelli ha struttura di molti piroscafi salone a ruote di inizio '900. All'interno dello scafo, sottocoperta, si hanno, da prua verso poppa, le ex-camere utilizzate come magazzini (a prua), la sala macchine (a centro nave) e le cucine (a poppa). Al livello del ponte di coperta si trovano il salone ristorante con due bar e varie salette, e, sul ponte scoperto di prua, panchine per i passeggeri che vogliono stare all'esterno. Su ponte superiore si trovano la timoniera, il fumaiolo, due piccole scialuppe di salvataggio in legno situate sopra i tamburi ed una veranda-ristorante in stile liberty.